# Raccolta differenziata porta a porta
La raccolta differenziata porta a porta (talvolta abbreviata in PaP in Italia) è una tecnica di gestione dei rifiuti che prevede il periodico ritiro presso il domicilio dell'utenza del rifiuto urbano prodotto dalla stessa.
Vengono generalmente ritirati i diversi tipi di rifiuti (rifiuto umido organico destinato al compostaggio, vetro, acciaio, alluminio, carta e cartone, plastica, secco non riciclabile) in giorni e contenitori diversi. I rifiuti urbani non differenziati vengono solitamente ritirati con frequenze diverse a seconda della tipologia. Tipicamente le frequenze variano da una volta al mese a due o tre volte a settimana a seconda della frazione di rifiuto raccolta.
Contestualmente all'avvio del sistema porta a porta vengono rimossi dalle strade di tutta l'area interessata i cassonetti per i rifiuti indifferenziati.
Tuttavia, alcuni aspetti problematici del sistema consistono in parte dalla possibile scarsa collaborazione da parte dei cittadini e in parte dal conseguente stoccaggio dei rifiuti all'interno delle abitazioni, dovuto spesso da un'inadeguata frequenza di raccolta. Quanto più alta è la coscienza civica dei cittadini e dell'azienda che gestisce lo smaltimento, tanto più il metodo garantisce ottimi risultati, se accompagnato da un calendario di raccolta rifiuti adeguato. Nella maggior parte dei comuni che attuano questo tipo di raccolta differenziata,  si è applicato il principio del "Chi inquina paga", ossia la tariffazione del servizio operata dal comune viene applicata in base alla "produzione" del rifiuto più inquinante (il secco non riciclabile); in base al numero di svuotamenti operati da ogni utenza viene calcolata la tariffa da applicare. In pratica meno secco non riciclabile si produce meno si paga, questo spinge i cittadini ad impegnarsi nella raccolta differenziata.

## Esempi applicativi

### In Italia

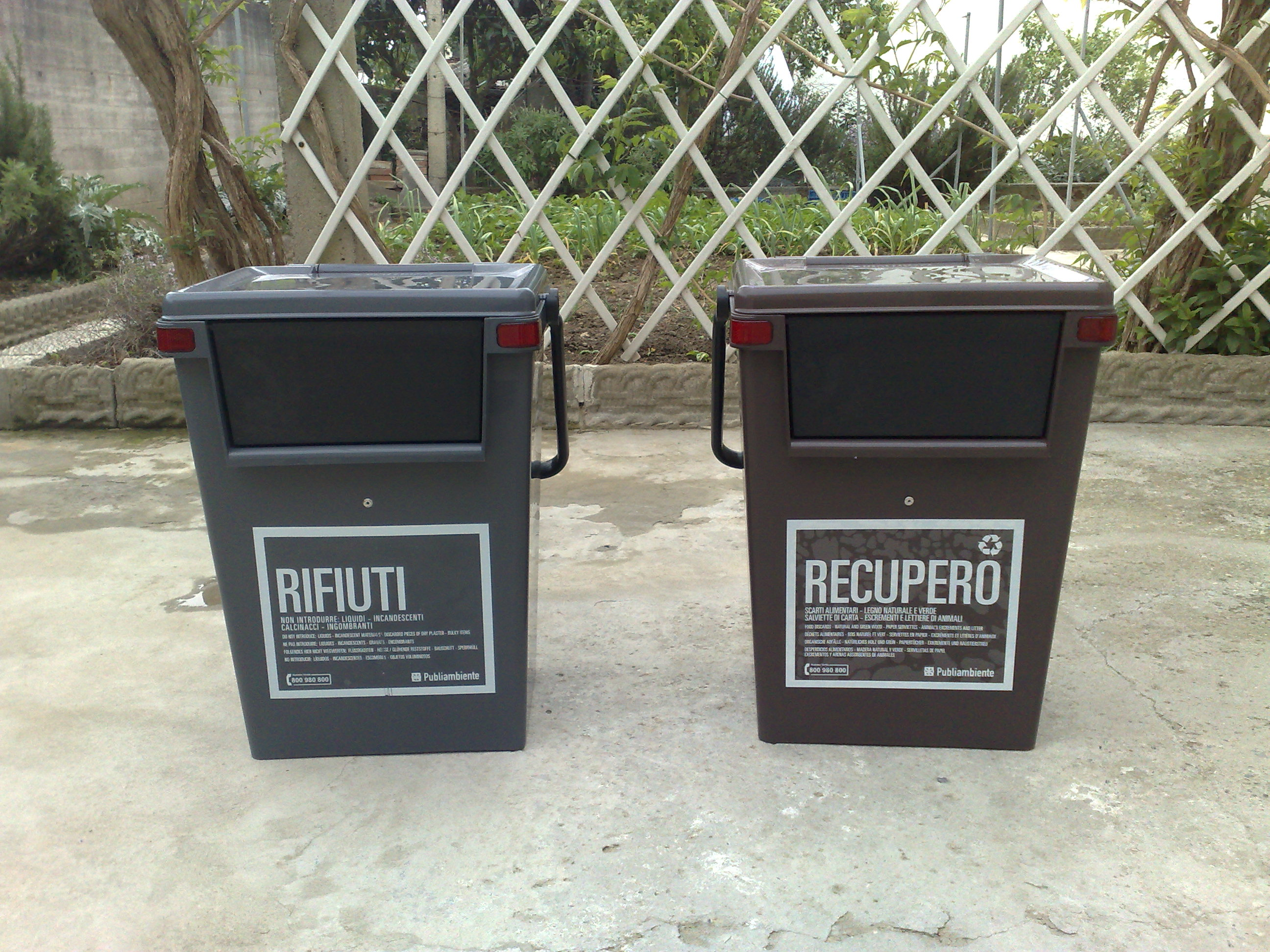
Bidoncini per la raccolta porta a porta (grigio: indifferenziato; marrone: organico)

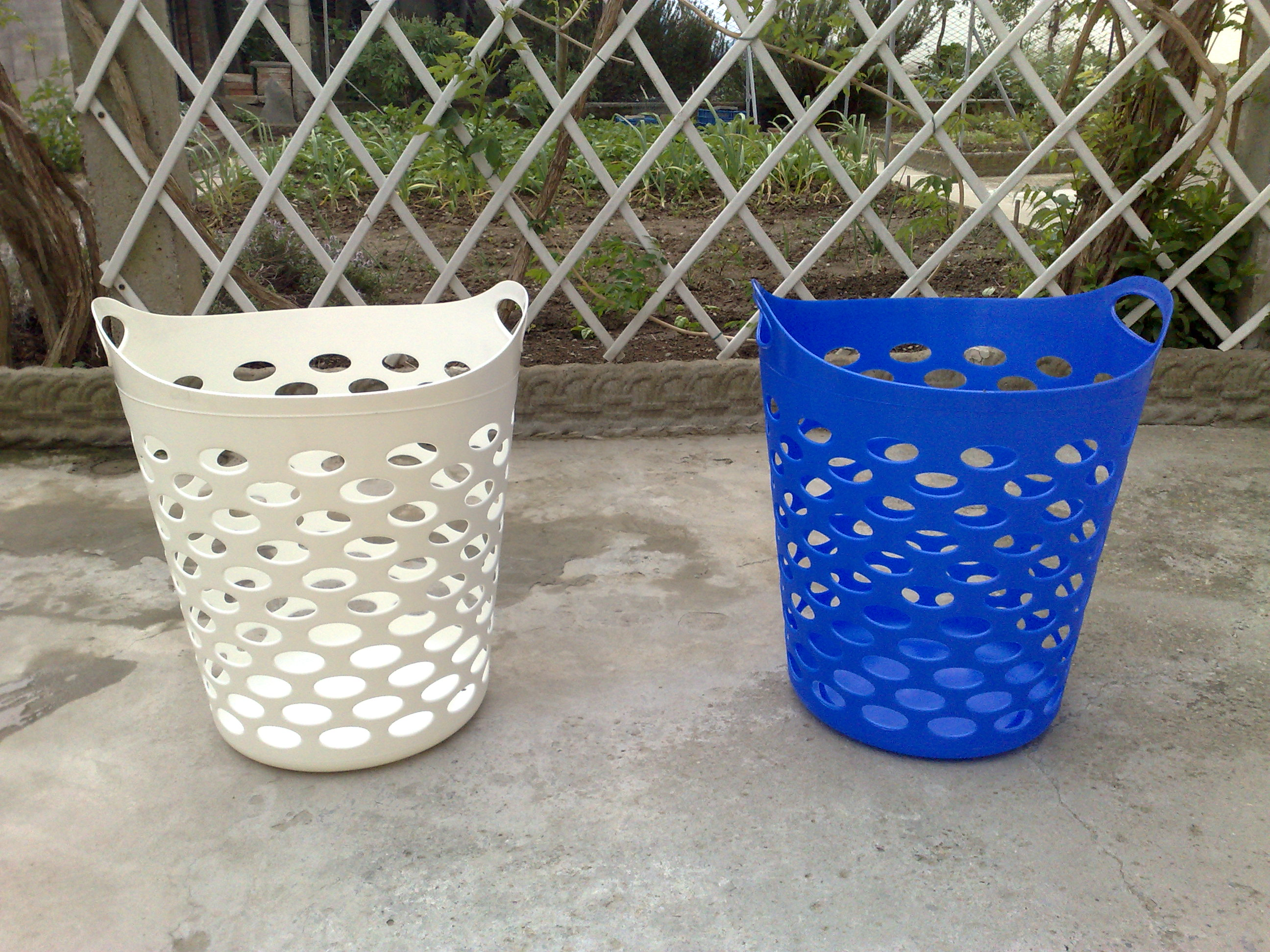
Cesti per la raccolta porta a porta (bianco: carta; blu: plastica, alluminio e imballaggi)

Sono moltissime le amministrazioni comunali italiane che hanno sperimentato la raccolta porta a porta (PAP), con risultati spesso superiori all'80% di rifiuti differenziati, contro una media nazionale del 64% (dati ISTAT 2021).

#### Grandi centri
La principale città d'Italia (e fra le più grandi al mondo) a effettuare da sempre la raccolta porta a porta è Milano, con AMSA. Tuttavia solo a partire dal 2012 è cominciato un percorso di aumento della quota di raccolta differenziata, passata in un anno dal 35% circa (stabile da decenni) al 40%, con l'obiettivo di raggiungere il 65% entro il 2014 grazie a maggiori controlli sull'indifferenziato e alla raccolta dei rifiuti organici su tutto il territorio cittadino.
Dopo l'emergenza rifiuti, la raccolta differenziata "porta a porta" ha raggiunto tutti i quartieri del Comune di Napoli. Qui il sistema è stato avviato nel 2006 con la Giunta Iervolino nella zona dei Colli Aminei, area compresa tra i quartieri San Carlo all'Arena e Stella con un totale di 17 000 abitanti. Successivamente la raccolta domiciliare è stata avviata a San Giovanni a Teduccio, Bagnoli, Chiaiano, Rione Alto, Ponticelli (Rione Incis e Parco Azzurro) e al Centro Direzionale.
Dopo un lungo periodo di stop, il sistema è tornato ad ampliarsi dopo l'insediamento dell'attuale Giunta De Magistris nel 2011, con l'avvio nei quartiere Scampia e Posillipo, poi nel 2014 nei strettissimi vicoli dei Quartieri Spagnoli, Via Toledo e l'area di Piazza Dante, e alcuni parchi privati nei quartieri Pianura e Soccavo.
Nel corso del 2015 sono previste ulteriori estensioni del servizio,  con il quartiere Chiaia (zona dei baretti), e che si andrà a concludere con il Vomero (nel perimetro pedonale, con 5 000 abitanti) passando per il Centro Storico con i Decumani, Pignasecca, Montesanto, circa 100 000 abitanti, ritornando alla periferia, in Contrada Pisani (nel quartiere Pianura, al confine con il Comune di Quarto) con ulteriori 5 000 abitanti.
Per la fine del 2015 è obiettivo del Comune raggiungere i 400 000 abitanti serviti dal sistema domiciliare con una quota percentuale media del 40% (il dato attuale sulla percentuale media su tutto il territorio è del 22%) dato che collocherebbe il Comune di Napoli al terzo posto in Italia tra le grandi città, dietro solo a Torino e Milano.

#### Piccoli centri
Esempio di eccellenza in Italia, nella Regione Marche, sono i 55 comuni della Provincia di Macerata con percentuali di raccolta differenziata che toccano l'84%. Tutto questo dovuto alla gestione controllata ed oculata di una "Raccolta Porta a Porta Spinta", coordinata sotto un'unica Azienda Provinciale a compartecipazione pubblica: Il COSMARI SRL che, con i suoi 450 dipendenti e 320 automezzi riesce, ogni giorno, ad avviare al trattamento ed al recupero 400 tonnellate di rifiuti.
Attualmente il Cosmari è certificato EMAS - ISO 14001 - Modello 231/01 - “Trasparenza e Anticorruzione” con affidamento in house dall'ATA3 della gestione del ciclo integrato dei rifiuti ed
eroga servizi di raccolta, trattamento, smaltimento e avvio al riciclo dei rifiuti solidi urbani. COSMARI è stato chiamato dalla Regione Marche nella gestione delle macerie per tutta la provincia di Macerata (la più estesa per i danni causati dal terremoto del Centro Italia del 2016) per ottemperare al servizio di prelevamento, trasporto, selezione e recupero (oltre il 94% delle macerie sono recuperate e si utilizzeranno nella ricostruzione come riciclato), sia per gli edifici civili che per quelli di particolare pregio artistico, selezionati con la guida del Ministero dei Beni Culturali.
Uno studio di Federico Valerio dell'Istituto Nazionale per la Ricerca sul Cancro di Genova cita i casi di Asti, Novara, Varese, Reggio Emilia (6ª/7ª circoscrizione), Venezia Dorsoduro, Torino (6ª e 7ª circoscrizione), Alessandria, Japigia (quartiere di Bari), con risultati tra il 55% e l'80% (salvo Varese 45%). 
- La Valle di Fiemme nel 2008 si è classificata prima a livello nazionale durante la premiazione "Comuni Ricicloni d'Italia 2008"
- È stato raggiunto addirittura l'82% nelle frazioni del Comune di Capannori (Lucca)[4] dove è stato attivato questo sistema di raccolta. Dal 2012 Capannori applica la tariffa puntuale sui rifiuti e assegna sacchetti dotati di trasponder alle utenze private, superando il 90% di raccolta differenziata.[5]
- Anche il comune di Salerno, con i suoi 140 300 abitanti, adotta dal 2008 il sistema di raccolta differenziata porta a porta che insieme a Catanzaro sono gli unici capoluoghi "riciclone" del centro-sud[6], risultato poi replicato di anno in anno. Tale sistema è utilizzato anche in molti comuni della Provincia. Inoltre, avendo gradualmente esteso la raccolta differenziata all'intera area comunale, Salerno è risultato essere il primo capoluogo d'Italia per percentuale di raccolta differenziata (72%)[7] raggiungendo a fine ottobre il 74,16%[8].
- Tale sistema è utilizzato anche in molti comuni della provincia di Salerno, che si colloca quarta nella classifica delle province con la più alta percentuale di differenziata. Il comune salernitano di Giffoni Sei Casali, con il 94% di differenziata, è diventato nel 2011 il primo comune italiano in questo ambito.[9]

#### Sperimentazioni
- La raccolta differenziata “porta a porta” è partita a Roma nel 2007, con una sperimentazione nei quartieri di Colli Aniene, Decima e poi nel 2008 a Massimina, per un totale di 30 000 cittadini coinvolti. In brevissimo tempo in queste zone si è passati dal 20% a oltre il 60% di raccolta differenziata. In un sondaggio realizzato da Ama S.p.A. per verificare il grado di soddisfazione degli utenti sulla raccolta differenziata “porta a porta”, il 93,4 % degli intervistati a Colli Aniene e l'85,3% a Decima si è dichiarato soddisfatto di questo sistema di raccolta. L'82,6% di Colli Aniene ed il 73,7% di Decima non tornerebbe al vecchio sistema di raccolta con cassonetti stradali. Il 91,7% di Colli Aniene e l'84,8% di Decima estenderebbe il sistema porta a porta anche ad altri quartieri.[10]. Nel 2009 viene estesa la raccolta dei rifiuti “porta a porta” nei quartieri di Trastevere, Villaggio Olimpico, Torrino coinvolgendo altri 40 000 romani[11]. Ad aprile 2012, in seguito a diverse lamentele nel quartiere di Trastevere, si è passati ad un sistema duale di raccolta rifiuti[12]. I rifiuti organici e l'indifferenziato continuano ad essere raccolti con il “porta a porta”, mentre il multimateriale (plastica, vetro, metalli) e la carta si raccolgono con dei punti mobili di raccolta. Il primo comune di medio-grandi dimensioni della Provincia di Roma che ha deciso di estendere a tutto il territorio comunale la Raccolta differenziata "porta a porta" è stato Ciampino[13] (38 900 abitanti), in cui – dopo un anno di sperimentazione su 7 000 cittadini, con percentuali del 65% di r.d. – nel 2009 ha esteso il servizio a tutti gli altri quartieri.
- Anche ad Acerra, uno dei comuni simbolo dell'emergenza rifiuti in Campania, nel gennaio 2008 si è deciso di tentare questa soluzione[14]. Anche Caserta da gennaio 2009 ha dato avvio alla raccolta differenziata porta a porta raggiungendo in meno di un mese la cifra del 29%.
- La Spezia: nei comuni della provincia posta a levante della Liguria è stato avviato, rendendolo esecutivo il progetto di raccolta dei rifiuti (materiali) con metodo Porta a Porta.

### In altri Stati

#### Canada
La municipalità di Halifax, 375 000 abitanti, ha un sistema di raccolta differenziata che dà il compito ai residenti di differenziare i rifiuti e lasciarli in strada in sacchetti di colori diversi a settimane alterne. Nella prima settimana viene lasciato in strada un bidone verde e dei sacchetti arancioni opzionali con i rifiuti organici. Nella seconda settimana sono ammessi i rifiuti non riciclabili in sacchi della spazzatura neri. Sacchi blu vengono usati per carta, plastica e metalli e vengono ritirati in entrambe le settimane. Il tasso di rifiuti differenziati è di circa il 60%, paragonabile a quello ottenuto dai più virtuosi comuni italiani.

#### Regno Unito
In Gran Bretagna, l'Household Waste Recycling Act (2003) richiede alle amministrazioni locali di fornire ad ogni abitazione un set di raccoglitori di rifiuti con almeno due varietà di materiali riciclabili a partire dal 2010.

## Vantaggi e svantaggi
Il principale vantaggio della raccolta differenziata porta a porta rispetto a quella con contenitori stradali è rappresentato dall'aumento della percentuale della raccolta differenziata e della più elevata qualità (ossia minor presenza di materiali estranei) dei materiali raccolti. Infatti, essendo i conferimenti non più anonimi ma bensì riconducibili al produttore dei rifiuti, esso farà maggiore attenzione ad effettuare correttamente la raccolta differenziata, onde evitare di essere sanzionato e/o di non vedersi ritirare il sacco o svuotare il bidone depositato davanti alla propria abitazione o impresa.
Il principale svantaggio della raccolta differenziata porta a porta è rappresentato dalla necessità da parte del produttore di rifiuti di disfarsi di essi in determinati giorni e orari e non in qualsiasi momento. Tuttavia, questo svantaggio è compensato dalla comodità di poter esporre i propri rifiuti proprio davanti al proprio domicilio, invece di depositarli nei contenitori stradali, che, soprattutto nelle aree rurali, possono essere distanti anche alcune centinaia di metri.
Se da un lato i rifiuti esposti davanti a ogni abitazione o impresa per la raccolta porta a porta possono compromettere temporaneamente il decoro urbano, la raccolta porta a porta prevede l'eliminazione dei contenitori stradali permanenti con la conseguenza di esporre le aree cittadine precedentemente preposte ai contenitori a degrado urbano in quanto i cittadini incivili hanno l'abitudine di depositarvi rifiuti. 
La raccolta dei rifiuti presso ogni domicilio comporta maggiori costi per il gestore rispetto alla raccolta presso pochi punti prestabiliti, ma tale costo è compensato dai vantaggi economici dovuti al miglioramento della raccolta differenziata (minori costi per lo smaltimento della frazione non riciclabili e maggiori ricavi per il recupero delle frazioni riciclabili).